# Escanecrabe
Escanecrabe är en kommun i departementet Haute-Garonne i regionen Occitanien i södra Frankrike. Kommunen ligger i kantonen Boulogne-sur-Gesse som tillhör arrondissementet Saint-Gaudens. År 2022 hade Escanecrabe 211 invånare.

## Befolkningsutveckling
Antalet invånare i kommunen Escanecrabe
Referens:INSEE